# Zambia ai Giochi della XXV Olimpiade
Lo Zambia partecipò ai Giochi della XXV Olimpiade, svoltisi a Barcellona, Spagna, dal 25 luglio al 9 agosto 1992, con una delegazione di 9 atleti impegnati in tre discipline.